# Donar BC
O Donar Groningen é um clube profissional de basquetebol sediado na cidade de Groninga, Groninga, Países Baixos que atualmente disputa a Liga BNXT. Foi fundado em 1951 e manda seus jogos na MartiniPlaza que possui capacidade de 4.310 espectadores.

## Temporada por Temporada
| Temporada | Competição Doméstica | Competição Doméstica | Competição Doméstica | Competição Doméstica | Copa Neerlandesa  | Copa Neerlandesa | Competições Europeias | Competições Europeias |
| Temporada | Nível                | Liga                 | Pos.                 | Pós Temporada        | Copa              | Supercopa        | Liga                  | Resultado             |
| --------- | -------------------- | -------------------- | -------------------- | -------------------- | ----------------- | ---------------- | --------------------- | --------------------- |
| 2011–12   | 1                    | Eredivisie           | 2                    | Semifinalista        | Quartas de Finais |                  | 3 Eurochallenge       | TR                    |
| 2012–13   | 1                    | Eredivisie           | 3                    | Semifinalista        | Quarta Fase       |                  |                       |                       |
| 2013–14   | 1                    | Eredivisie           | 1                    | Campeão              | Campeão           |                  | 3 Eurochallenge       | TR                    |
| 2014-15   | 1                    | Eredivisie           | 3                    | Finalista            | Campeão           | Campeão          |                       |                       |
| 2015-16   | 1                    | Eredivisie           | 3                    | Campeão              | Oitavas de Finais | Finalista        | 3 Copa da Europa      | TR                    |
| 2016-17   | 1                    | Eredivisie           | 1                    | Campeão              | Campeão           | Campeão          | 4 Copa da Europa      | SF                    |
| 2017-18   | 1                    | Eredivisie           | 1                    | Campeão              | Campeão           | Campeão          | 4 Copa da Europa      | Semifinalista         |
| 2018-19   | 1                    | Eredivisie           | 4                    | Finalista            | Semifinais        |                  | 4 Copa da Europa      | SF                    |
| 2019-20   | 1                    | Eredivisie           |                      |                      |                   |                  | 4 Copa da Europa      | PF                    |

## Títulos
- Eredivisie (7):

1982, 2004, 2010, 2014, 2016, 2017, 2018
Finalista: 1988, 2006, 2011, 2015
- Copa Neerlandesa (5):

2005, 2011, 2014, 2015, 2017
Finalista: 1997, 2000, 2007
- Supercopa (2):

2014, 2016
Finalista: 2011, 2015

## Jogadores Notáveis
- Jason Dourisseau
- Arvin Slagter
- Maarten Bouwknecht
- Chase Fieler
- Drago Pašalić
- Martin de Vries
- Lance Jeter
- Torey Thomas
- Ross Bekkering
- Thomas Koenis
- Jessey Voorn
- Sean Cunningham
- Valmo Kriisa
- Yannick Franke
- Rogier Jansen
- Kees Akerboom
- Dragutin Čermak
- Mark Sanchez
- Cashmere Wright
- Alex Wesby
- Matt Haryasz
- Matt Bauscher
- Travis Reed
- Mack Tuck
- Julian Khazzouh
- Chris McGuthrie

### Camiseta Aposentada
| Camisetas Aposentadas do Donar |               |                 |         |                      |
| N°                             | Nat.          | Jogador         | Posição | Temporadas           |
| 10                             | Países Baixos | Martin de Vries | SG      | 1979–1983, 1986–1990 |